# Rod Evans
Rod Evans (ur. 19 stycznia 1947 w Slough) – brytyjski kompozytor i wokalista, znany przede wszystkim ze współpracy z zespołem Deep Purple. W latach 1968–1969 nagrał z nim dwa pierwsze przeboje grupy: „Hush” i „Kentucky Woman”.
Przed przystąpieniem do Deep Purple w marcu 1968 r. Evans śpiewał w grupach The Horizons (do 1966 r.) oraz The Maze (do 1968 r., początkowo pod nazwą MI5), gdzie występował także Ian Paice – późniejszy perkusista Deep Purple. Z MI5 i The Maze Evans dokonał pierwszych nagrań.
Po odejściu z Deep Purple Rod Evans usunął się na dwa lata w cień. W 1971 r. wydał promocyjny singiel solowy, a rok później stanął na czele formacji Captain Beyond, z którą nagrał dwie płyty. W składzie zespołu znaleźli się byli członkowie grupy Iron Butterfly – basista Lee Dorman, gitarzysta Larry Reinhardt oraz perkusista Bobby Caldwell, znany ze współpracy z Johnnym Winterem.
Po opuszczeniu Captain Beyond w połowie lat 70., Evans zniknął na kilka lat. W 1980 r. powołał do życia nielegalne wcielenie Deep Purple. Po przegranej sprawie sądowej wycofał się całkowicie z działalności muzycznej.
W 2016 został wprowadzony do Rock and Roll Hall of Fame.

## Dyskografia

### z MI5 i The Maze
- 1966 You’ll Never Stop Me Loving You/Only Time Will Tell (SP, Wielka Brytania)
- 1966 Hello Stranger/Telephone (SP, Wielka Brytania)
- 1967 Aria Del Sud/Non Fatemio Odiare (SP, Włochy)
- 1967 Harlem Shuffle/What Now/The Trap/I’m So Glad (EP, Francja)
- 1967 Catteri, Catteri/Easy Street (SP, Wielka Brytania)

### z Deep Purple
- 1968 Shades of Deep Purple
- 1968 The Book of Taliesyn
- 1969 Deep Purple
- 2002 Inglewood – Live in California
- 2004 The Early Years

### z Captain Beyond
- 1972 Captain Beyond
- 1973 Suffiecently Breatless
- 2002 Far Beyond a Distant Sun – Live Arlington, Texas (koncert z 1973 r.)